# Bùa tiền cổ Việt Nam

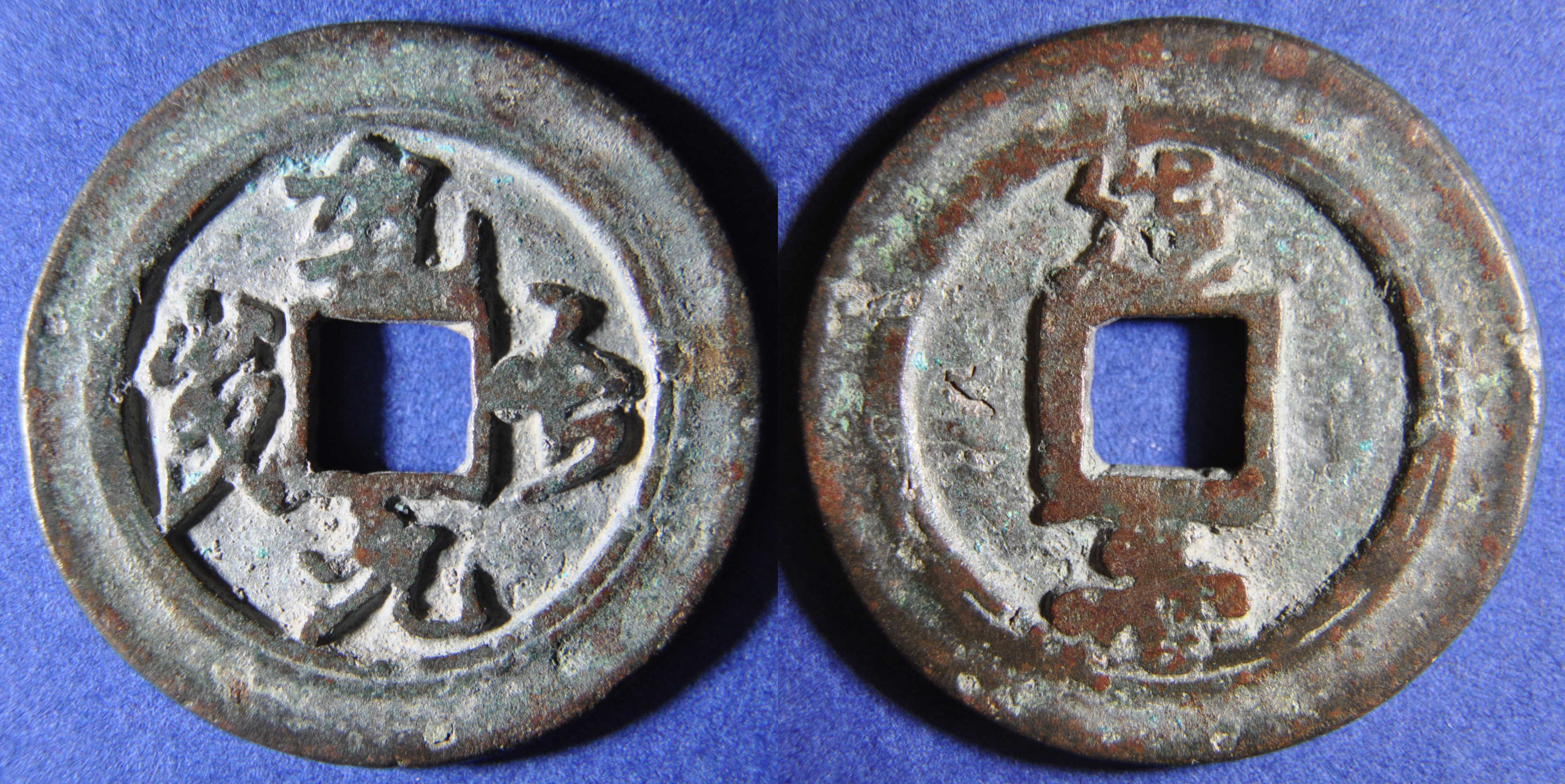
Một bùa tiền Việt Nam giống như một đồng tiền mặt.

Bùa tiền cổ Việt Nam, hay Việt Nam phù tiền (tiếng Trung: 越南符銭; bính âm: Yuènán fú qián),, còn được gọi là bùa Việt, ám chỉ một họ các loại bùa giống như tiền xu và các loại bùa lấy cảm hứng từ số khác giống như các biến thể của Nhật Bản và Hàn Quốc có nguồn gốc từ bùa tiền cổ Trung Quốc (còn được gọi là Yếm thắng tiền hoặc Hoa tiền), nhưng đã phát triển xung quanh phong tục của văn hóa Việt Nam mặc dù hầu hết các loại bùa này giống với tiền đồng cổ Việt Nam và tiền bùa hộ mệnh của Trung Quốc. Những "đồng xu" này đã được sử dụng tại các đền thờ, như các dấu hiệu (token) trong hoàng cung và như những bùa chú hàng ngày với sức mạnh ma thuật như có khả năng nguyền rủa những linh hồn và ma quỷ. Một số trong những bùa này có chứa các chữ khắc của tiền mặt lưu hành thực sự nhưng có thêm hình ảnh.
Chữ khắc trên chữ số tiếng Việt có thể được viết bằng tiếng Trung, chữ viết Đạo giáo, Devanagari, Chữ Nôm, và Chữ Quốc Ngữ. Chữ khắc phổ biến bao gồm Trường Mạng Phú Quý (長命富貴), Chính Đức Thông Bảo (giản thể: 正德通宝; phồn thể: 正德通寶; bính âm: Zhèngdé tōng bǎo; nghĩa đen 'Coinage of True Virtue'), và Châu Nguyên Thông Bảo (周元通寶).
Giống như với bùa tiền cổ Phật giáo của Trung Quốc, có những bùa tiền cổ Phật giáo bằng tiếng Việt có chữ khắc tiếng Phạn, tuy nhiên một số bùa Phật giáo từ Việt Nam chỉ chứa các âm tiết tiếng Phạn liên quan đến một số âm thanh nhất định nhưng không có ý nghĩa, những dòng chữ vô nghĩa này có lẽ được mượn từ các nhà sư Trung Quốc, những người đã sử dụng chúng làm biểu tượng tôn giáo.
Trong sinh nhật lần thứ 60 của nhà Lê trung hưng, vua Lê Hiển Tông, năm 1774, một bùa tiền đặc biệt Vạn Thọ Thông Bảo (萬夀通寶) đã được đúc, những bùa này thường được sử dụng để kỷ niệm sinh nhật của một hoàng đế như đã xảy ra trong triều đại nhà Thanh với sinh nhật lần thứ 60 của các hoàng đế Trung Quốc. Lý do những bùa tiền này được đúc trong sự kiện đặc biệt này là bởi vì 60 năm tượng trưng cho một chu kỳ hoàn chỉnh của 10 thân cây trên trời (Earthly Branches) và 12 nhánh trần gian (Heavenly Stems).
Dưới thời Hoàng đế Minh Mạng lớn nhà Nguyễn (thường có đường kính 48 mm) đồng xu trình bày với dòng chữ Minh Mạng Thông Bảo (明命通寶) đã được thực hiện dòng chữ đặc trưng đó từ Hoài Nam Tử trên mặt trái của tiền, người ta tin rằng tác phẩm này đã được chọn bởi vì nó nói rằng một vị vua hay người cai trị nên nắm lấy cả Nho giáo và Đạo giáo và đạt được sự hiền triết. Bởi vì thuật ngữ "Minh Mạng" (明命) cũng có thể được dịch là "cuộc sống tươi sáng" hay "sắc lệnh thông minh", dòng chữ Minh Mạng Thông Bảo thường được sử dụng trên bùa tiền cổ Việt Nam.
Trong thời kỳ chiến tranh Việt Nam, bùa tiền cổ Việt Nam với chữ khắc tiền mặt được sản xuất với số lượng lớn làm quà lưu niệm cho người nước ngoài quan tâm đến đồ cổ. Ở các thành phố lớn của miền Nam Việt Nam như Sài Gòn, Đà Nẵng và Huế, những chiếc bùa này thường được bán với giá 1 đô la hoặc 2 đô la. Những đồng này mang những chữ khắc của đồng xu tiếng Việt chính thức (authentic) như Quang Trung Thông Bảo (光中通寶), Gia Long Thông Bảo (嘉隆通寶), và Minh Mạng Thông Bảo (明命通寶), nhưng trong số chúng cũng có những dòng chữ tưởng tượng như Quang Trung Trọng Bảo (光中重寶), Hàm Nghi Trọng Bảo (咸宜重寶), và Khải Định Trọng Bảo (啓定重寶), cái sau được dựa trên Khải Định Thông Bảo (啓定通寶).